# ラズ・メリディアン
『ラズ・メリディアン』は、結賀さとるによる少女漫画作品。2005年から『月刊プリンセス』で4回の季刊連載の後、同誌で2006年4月号から連載。単行本は全6巻。アーサー王伝説をモチーフとしたファンタジー・ラブコメディ。

## あらすじ
普通の高校生・間白マナは、10年ぶりに戻ってきた幼馴染からクラダリングをプレゼントされる。しかし、その指輪によって異世界・アヴァロンへと導かれたマナは、そこで自分の故郷へ戻れずに永い間アヴァロンにとらわれている少年騎士・ランスロットと出会う。彼を元の世界へ帰す方法を一緒に探すことを約束したマナは、毎日のようにアヴァロンを訪れては不思議な体験をするのだが、ふとしたことから指輪を贈った幼馴染・智尋にアヴァロンのことがバレてしまう。

## 舞台と登場人物の紹介

### 現代
現代の日本。智尋と健二がガラスアート展を訪れた際、来館者名簿に書いた住所欄にはそれぞれ鎌倉市・藤沢市とあったため、大まかには神奈川県を舞台としているらしい。
間白マナ（あいじろ まな）
本編の主人公で、「駈谷学園」に通う高校2年生の少女。10月10日生まれの天秤座で血液型はA型。短い猫っ毛の髪をお団子にしている。
蓑虫をカバンいっぱいに詰め込まれる、誕生日の蝋燭を全て消されるなど10年前に散々いじめられてきた幼馴染・智尋の帰国に恐れ慄くも、かつての乱暴者だった頃の面影とは大分印象がかけ離れている現在の彼に戸惑いを覚える。
ひょんなことから智尋の英国土産であるクラダリングによって異世界アヴァロンへと導かれ、そこでアヴァロンにとらわれてしまっている少年騎士・ランスロットと出会う。
ランスロットを故郷へ戻す手伝いをすると約束した彼女は、指輪の力によってアヴァロンと現代を行き来するようになるのだが、智尋（とアーサー王）に瓜二つな謎の人物・レイヴンの出現などにより、アヴァロンに潜む歪みや危険に気づいていく。
喜怒哀楽が激しく子供っぽいところもあるが、何事にも前向きなその姿勢はランスロットにも影響を及ぼしていく。CDの発売日やプレゼント応募の宛先など、大事なことはすぐにメモする癖がついているメモ魔。昔いじめられた反動からか、智尋のことを考えると反射的に涙が出てしまうらしい。
修（しゅう）という15歳の弟がいる。
竹井智尋（たけい ちひろ）
イギリスから10年ぶりに間白家の隣家へと戻ってきたマナの幼馴染。周囲からはヒロという愛称で呼ばれる。7月25日生まれの獅子座で血液型はA型。昔は散々マナをいじめてきた悪ガキだったが、現在は髪を金髪に染め、耳にピアスを空けるというパンクなスタイルに変身を遂げてマナを驚かせる。マナは智尋から貰った指輪によってアヴァロンへ行くことが出来るのだが、彼自身指輪のことについては特に何も知らなかったようである。マナを憎からず想っている節があるのだが、本人にはそんなことをおくびにも出さない余裕のある態度で振る舞う（因みにマナを除いた周囲の人間には案外バレバレである）。しかしそんな余裕も、マナが指輪の力でアヴァロンへ赴く光景を目撃し、更にはいきなり現代にランスロットが出現したことなどによって崩されていく。アヴァロンでマナ達が出会った謎の人物レイヴンや、ランスロットの親友アーサー王に瓜二つの容姿を持つ。
マナのクラスでは転入早々、気さくな言動と華やかなルックス・雰囲気から生徒達の輪の中心になっているが、昔の生意気ないじめっ子だった幼少期を知るマナは現在の彼に微妙な違和感を抱いている。母・遼子は世界的なバイオリニストだが、イギリスで一悶着あったのか、時折妙に剣呑な雰囲気を漂わせる。背中には翼のような形の火傷の痕があるなど、マナの知らない10年の間色々あったらしい。
実はイギリスのガラス工芸家・エドワード＝バロウズの私生児であり、父・武尋とは血の繋がりはない。成長するにつれて黒かった髪がエドワードと同じ赤毛に染まっていくのを誤魔化すために金髪に染め直した。
幼い頃からガラスに関心があり、イギリスではエドワードのガラス工房にちょくちょく遊びに行っていたのだが、彼の留守中に起こったアトリエの火事によって半死半生になって前述の火傷を負った上、それまでの6年間の記憶全てを失ってしまう。イギリスにいた間にアルバムを見ながら日本にいた頃の出来事や小学校時代のクラスメイトについても必死になって覚えていった為に、日常の中で度々記憶力の良さを強調する癖が出ている。しかし火事の後でもガラスが好きであること、そしてマナの存在だけは覚えていた。ガラスアートの道へ進みたいとは思っているものの、事故のことなどから遼子からは猛反対を受けている為に、学校では工芸科でなく音楽科に在籍している。しかし、軽井沢旅行の後で健二に転科についての相談を持ちかけるなど目標へ進む為の準備を始めつつある。実際のところは定かではないものの、智尋は遼子とエドワードが不倫関係にあったのではと考えている為に、母との関係はどこかギクシャクしている。尚、健二は智尋本人からイギリスでの火事や記憶喪失のこと、和美はフェイから智尋の実父がエドワードであることをそれぞれ打ち明けられている。
永谷和美（ながたに かずみ）
マナの親友の一人で、背中まで伸ばしたストレートヘアとセルフレームの眼鏡がよく似合う知的美人。愛称『ナガちゃん』。
学外での交友関係の幅は広い。趣味嗜好やドライな恋愛観は同年代の生徒達と一線を画す。
転入してきた智尋に好感を抱いており、智尋のマナへの想いを察していながらも密かにアタックを仕掛けている。
杜崎はるな（もりさき-）
マナの親友の一人。名前を一人称にしているなど少し幼い印象の美少女。
マナとは小学校からの付き合いな為、智尋とも知り合いである。工芸科の野々宮健二と付き合っているものの、結構面食いでミーハー。
自分の容姿を自覚しているので、和美曰く『図太く可愛く』でキャラを売っているらしい。
声楽家の母親から歌の稽古を受けており、発声の仕方が違うのでカラオケも禁止されている。
野々宮健二（ののみや けんじ）
工芸科の生徒。はるなの事が好きで、物語開始の半年前に告白し、相思相愛のカップルになっている。飾らない朴訥とした性格をしており、短い付き合いながらに智尋からイギリスでの過去やその密かな『目標』について打ち明けられる。
大森先生（おおもり-)
マナらが通う高校の教師。右目の泣き黒子が特徴。男子からの人気は高い美人だが、故に女子からの人気は低く、おどおどしている。ドーラのエピソードの後は智尋が半ばちょっかい気味に関わった事をきっかけにマナ、はるなともぎこちないが明るく振舞える様になった。
大地美輝（だいち よしてる）
水泳部員。通称“ミッキー”。県大会記録も保持する程のその実力から女の子からの人気も高いが、近しい人物からは総じて「バカ」と言われる暴走キャラ。幼い頃スイミングスクールでいじめられていた時に助けてくれた智尋を「ヒロヒロ」と呼んで尊敬している。また、好記録を出したランスロットと勝負しようと躍起になる。
片平梨子（かたひら りこ）
水泳部のマネージャー。甲斐甲斐しく部員をサポートしている。暴走気味の美輝も上手く指導。
葛西信一（かさい しんいち） / 夕子（ゆうこ）
和美の知り合いの腕利きの美容師と、軽井沢で動植物の観察・保護を務める女性（苗字は不明）。現在は遠距離恋愛中。
倉本英一（くらもと えいいち）
文化祭で、マナ達のクラスの演劇を企画する放送作家志望の男子。緻密に計画を練て実行する行動力もあるが、予想外の事態に弱く独り背負い込むタイプ。幼馴染のいすずが好き。
重田いすず（しげた-）
実家は電器屋の娘。長身でかなり騒がしい。英一とは幼馴染で彼の気持ちには気付いている。硬く肩肘張りなりがちな英一の事を気にかけ、彼を上手くサポートする。現在は母親が倒れバイト三昧だが、ピアノの腕前はかなりのもの。
竹井遼子（たけい りょうこ）
智尋の母であり、『世界のリョーコ・タケイ』として名を馳せる著名なヴァイオリニスト。派手で気さくな性格であり、マナに対して智尋を『彼氏としてどうか』と勧めたりしている。一応智尋の想いにも気づいているのだが、息子にランスロットというライバルが現れてもどちらに肩入れするでもなく、ニヤニヤしながら成り行きを見守っている。一方で激情家な一面もあり、火事の一件から智尋がガラス工芸の道を志すことには猛反対している。
竹井武尋（たけい たけひろ）
智尋の父。妻と比べて落ち着きのある温厚な人柄であり、智尋の出生や目標についても全て承知の上で静かに息子を見守っている、懐の広い人物。
エドワード＝バロウズ
赤い髪のイギリス人。世界的に有名なガラス工芸家で、智尋が目標とする人物。英国女王にナイトの称号を与えられてからはミドルネームに「シャムロック」を掲げて活動するようになり、英国王立芸術院（ロイヤル・アカデミー・オブ・アーツ）で講師も務める。智尋が巻き込まれた火事のアトリエの主にして、智尋の実父である。
フェイ＝バロウズ
智尋の元恋人のイギリス人。エドワード＝バロウズの娘であり、智尋の腹違いの妹である。かつて二人はそうと気付かず付き合っており、智尋を父に紹介した事から発覚し、当然ながら別れざるを得なくなる。その後の兄妹としての関係も悪い訳ではないが、智尋には真相をはっきり言わないでいる。

### アヴァロン
数多くの妖精達が住まう、おとぎ話のような異世界。天藍石の力により、マナとランスロットが自由に現代と行き来できる。通じる場所はマナらの任意では選べないが、住人達はマナの周囲にいる現代の人物達と姿形が似ている他、その境遇や身に起こる出来事も微妙にリンクしていたりと、いわゆる平行世界的な要素がある。更にランスロットの故郷であるキャメロットとも密接な繋がりがある人物がいる。
レイヴン
黒尽くめの鎧に鴉の羽根を生やしている、アヴァロンの王。ランスロットがキャメロットに戻る鍵を握る人物。突然現れマナを弓矢で射抜き、ランスロットを挑発する。グレイスと共に、時に敵役として試練を与えながらマナやランスロットを影で見守る。智尋と瓜二つ。ランスロットにはアーサーと瓜二つに見える。
グレイス
レイヴンに仕えている、英国風の老紳士のいでたちをした小さな鴉の姿を取る妖精。人間の彫金師の姿にも化け、ランスロットを翻弄する。レイヴンと居る空間では鏡から時々現実空間を覗き込んでいる。
アルデ姫
杜崎はるなと瓜二つの容姿を持つ、アヴァロンのとある国の王女。マナ曰く『はるなよりもちょっと高貴な印象』。
エルム＝ウィド
野々宮健二と瓜二つ。楡の林に住む職人。アルデ姫の誕生日に贈る宝石箱のコンテストに参加。初めてアヴァロンにやってきたマナと、ランスロットを家に招き入れる。ささくれ立っていたランスロットに邪魔され宝石箱を一度破壊されるものの修復し、思わぬ形でコンテストに優勝。
ドーラ
大森先生と瓜二つで、森の奥でレストラン「テンプティング」を営む女性。元々は街で開くつもりだったが女性からの妬みを買って疎外され、妖精の仕業によって涙の跡が色濃く残ってしまう。料理の腕は確かで、マナとランスロットの手助けをきっかけに立ち直る。
モア
大地美輝と瓜二つだが、アヴァロンの呪いなのか普段は陸の上では魚の姿をしており、その解除の為に村の水泳リレー大会の勝利を目指している。姿形は似ていないが、ランスロットにはケイと被る「嫌な奴」らしい。
ブリセナ
片平梨子と瓜二つ。モアら、魚となった村の男達を率いて水泳リレー大会の向けて練習中の所を、マナ、ランスロットと出会う。ランスロットの助けを借りて大会に挑む。モアが好きかの様にマナに示唆する。
旅人 / ドリアード
旅人は葛西信一、ドリアードは夕子と瓜二つ。ある国の王のお触れによってドリアードの宿った樹を切り倒しにやってきた旅人だが、逆にドリアードに一目惚れし、相思相愛になる。その後、嘘を吐いて立ち寄る旅人を気遣ってドリアードは会える日を制限し、それ故にも苦しむのだが、旅人の恋心は変わらずマナ、ランスロットが立ち寄って間もなくやってきた。
アグニー
倉本英一と瓜二つ。3番目の天藍石を探すマナとランスロットが訪ねた、通称"からくり山のふくろう"。既婚者。
カートリーン
永谷和美と瓜二つの容姿を持つ、アヴァロンの青年。一人称は『僕』。街で評判の仕立て屋で、女の子にとても人気がある。いばらの森へ行こうとするマナに同行する。
モルガン・ル・フェイ
ランスロット曰くフェイ＝バロウズと瓜二つで、アーサーの敵として、彼が片羽を斬り落としたアヴァロンの妖精の女王。アーサーを手に入れたいがためにランスロットを利用し、バラに変えてしまう。

### キャメロット
ランスロットの故郷。彼やアーサーの回想で出てくる場面が殆ど。ランスロットはアヴァロンからここへ帰る事を目的としている。
ランスロット
永きに渡って異世界アヴァロンを彷徨っている少年騎士で、白金の巻き毛と澄んだ青い瞳を持つ美少年。マナからはランと呼ばれている。故郷へ帰る方法を探そうと、湖に祝福されているという天藍石の指輪を湖に投げ入れた際、現代からやって来たマナと出会って行動を共にすることに。気難しくプライドが高い直情径行型だが、親身になって自分を助けようとしてくれるマナに影響され、人間的に成長しつつある。元の世界キャメロットでは『湖の騎士』なる二つ名を持つ高名な騎士だが、親友にして主君であるアーサー王の王妃・グィネヴィアに恋をしてしまった苦しみからキャメロットを逃げ出してアヴァロンに迷い込んだ。グレイス曰く、ランスロットはアヴァロンを『呪われた地』と嫌悪する一方で居心地の良さも感じているらしく、元の世界へ戻るには彼自身が変わる必要があるという。ひょんなことから現代へとやって来て智尋の家へ居候することになった上、遼子の計らいでフランス人留学生『ラン・フランチェスカッティ』としてマナ達の学校へ転入し、15歳でありながら高校2年生として学校生活を送る羽目に。現代にも伝わっているアーサー王伝説のランスロットと名前も境遇もほぼ同じなのだが、本人は史実にあるグィネヴィアとの不倫関係を強く否定しているなど、本当に同一人物なのかは定かではない。因みに物語にある騎士と王妃の恋を、遼子とエドワードのことに重ね合わせてしまう智尋には、マナを巡るライバル関係を抜きにしても刺々しく当たられている。
なお、現代でランスロットの正体を知る人物は、間白マナ、竹井智尋、竹井遼子、永谷和美。
アーサー＝ペントラゴン
智尋と瓜二つ。グレート・ブリテン全土を統べるという王者の証の剣・エクスカリバーを持つキャメロットの王。王としてはかなり自由奔放で着飾らない性格で、多くの人望を集める。第一の「円卓の騎士」の騎士として召し抱える事が決まっていた『湖の騎士』ランスロットを、ある武術試合の戦いで初めて出会い、友として迎え入れ様々な事を彼に教える。剣の腕はランスロットには及ばず、少し悔しがっている。グィネヴィアは妃。
グィネヴィア
アーサーの妃。結婚式を挙げる前にニムエの湖の森でランスロットと出会い、その不安を話す中で惹かれた彼の告白を受けるが、その後アーサーがやってきた事から涙ながらに無かった事として振る舞う。
マーリン
アーサーに仕え助言を与える偉大なる魔法使い。尤も、奔放な性格のアーサーは彼の言葉にあまり耳を貸さなかったらしく以前は度々立腹していた模様。しかし自らの意思で動くその振る舞いこそが真の王の証であると考え直して見守っている。
ガウェイン
アーサーに仕える騎士の一人で、彼が身分を隠して行動する時の従者も務める。奔放な行動を取るアーサーに少し振り回されがちである。ガレス・ガヘリス・アグラヴェインの３人の弟がいる。
ケイ
養父エクターの元で共にアーサーと育った彼の義兄。初めてキャメロットにやってきたランスロットに嫌がらせをし、城内でも少々問題のある人物として認識されている。戦いではなく外交や内政・執務で手腕を発揮する。カブが大嫌い。